# Nathalie Krebs
Johanne Nathalie Krebs (født 5. august 1895 i Aarhus, død 5. januar 1978 i København) var en dansk kunsthåndværker og keramiker. Hun var uddannet kemiingeniør og søster til læge og opdagelsesrejsende Carl Krebs.
Nathalie Krebs var ansat ved Bing & Grøndahl mellem 1919 og 1929, hvor hun arbejdede sammen med keramikeren Gunnar Nylund. Hun grundlagde i 1929 med Nylund, Nylund & Krebs, som efter at Nylund forlod firmaet blev til Saxbo Stentøj, hvor hun seriefremstillede stentøj. Hun eksperimenterede med kobber og jern i kombination med stentøj og opnåede international anerkendelse for sine værker. Fra 1932 var keramikeren Eva Stæhr-Nielsen tilknyttet værkstedet som designer, ligesom Krebs også samarbejdede med Edith Sonne Bruun. Saxbo blev lukket i 1968.
Hun modtog i 1937 Tagea Brandts Rejselegat og i 1951 Prins Eugens Medalje.